# قانون اللاجئين والهجرة الكندي
قانون اللاجئين والهجرة الكندي يختص بمجال القانون المتعلق بقبول الرعايا الأجانب في كندا، وحقوقهم ومسؤولياتهم بمجرد منحهم حق الدخول، وشروط إبعادهم. ويتم إدراج القانون الأساسي المتعلق بهذه الأمور في قانون الهجرة وحماية اللاجئين، الذي يهدف إلى النمو الاقتصادي وجمع شمل الأسرة والامتثال للمعاهدات الإنسانية.

## تمكين القانون
يعتبر القانون الأساسي هو قانون الهجرة وحماية اللاجئين (IRPA) الذي بدأ العمل به عام 1992 ليحل محل قانون الهجرة لعام 1976. والتغييرات العديدة التي تضمنها منحت ضباط شرطة الهجرة حرية أكبر في التصرف عند تقييم طلبات التقدم للهجرة. ويقترن قانون الهجرة وحماية اللاجئين باللائحة التنظيمية للهجرة وحماية اللاجئين.
وتشمل التشريعات المعنية الأخرى قانون المواطنة، وبعض أحكام القانون الجنائي لكندا والمتعلقة بالهجرة واللاجئين.

## فئات القبول
تسمح سياسة الهجرة الكندية لعدة فئات من الناس بدخول البلاد. فئة العائلة تسمح للمقيمين الدائمين أو المواطنين بضمان دخول أحد أفراد العائلة للبلاد. الفئة الاقتصادية توفر القبول للمتقدمين (وأفراد عائلتهم المباشرين) الذين من المفترض أن يحصلوا على فرصة عمل وأن يساهموا في الاقتصاد الكندي. ويتحدد هذا بمجموعة من العوامل مثل التعليم والمهارات اللغوية والخبرة العملية.

## الطلبات والطعون
يتم توجيه طلبات الحصول على وضع اللاجئ والقبول فضلاً عن الطعون على القرارات التي يصدرها ضباط شرطة الهجرة إلى مجلس الهجرة واللاجئين في كندا. ويعتبر المجلس أكبر محكمة في كندا حيث يقوم بالبت في أكثر من 25000 طلب سنويًا. يمكن الطعن على قرار المجلس أمام المحكمة الاتحادية، التي تبت في نحو 2500 طعن سنوي بشأن مسائل الهجرة واللاجئين.

## القضايا الراهنة
ناقش البرلمان الكندي سابقًا قضية السماح لمعارضي المشاركة في الحرب الأمريكية السابقين مثل الجنود الذين تجنبوا إعادة الانتشار في اليونان بالبقاء في كندا. وفي منتصف عام 2010، قضت محكمة الاستئناف الاتحادية بالسماح لجيريمي هينزمان، وهو جندي أمريكي من طالبي اللجوء، بالبقاء في كندا، استنادًا إلى معتقداته الدينية السلمية. وقد فشل مشروع القانون الذي قدمه العضو الخاص جيرارد كيندي العضو السابق في البرلمان والخاص بقضية معارضي الحرب في أواخر سبتمبر.
ويهدف مشروع قانون C-31، "قانون حماية نظام الهجرة في كندا"، إلي تعديل قانون اللاجئين والهجرة الكندي.

## الروابط الإضافية
- مهاجر | بوابة الهجرة الناطق بالعربية